# Grosser Rat (Tessin)

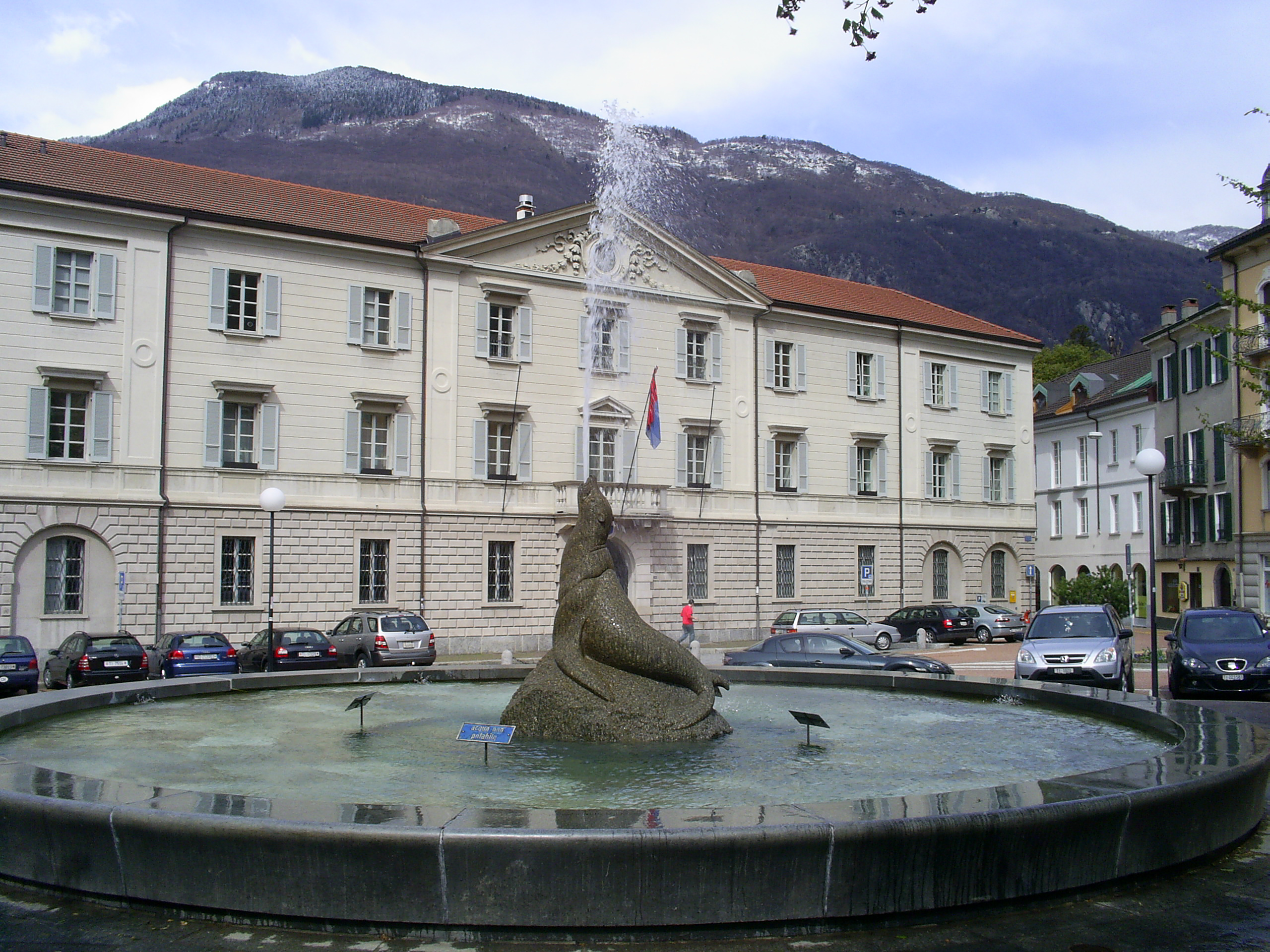
Der Palazzo delle Orsoline in Bellinzona

Der Grosse Rat des Kantons Tessin (italienisch Gran Consiglio) ist das Parlament des Kantons Tessin. Der Sitz des Parlamentes ist der Palazzo delle Orsoline in Bellinzona. Dem Grossen Rat gehören 90 Abgeordnete (deputati) an, die alle vier Jahre neugewählt werden. Die letzte Gesamterneuerungswahl fand am 2. April 2023 statt. Der ganze Kanton bildet einen Wahlkreis.

## Aufgaben
Der Grosse Rat kann Gesetze und Verordnungen beschliessen unter Vorbehalt des Referendumsrechts (Art. 62 ff. LGC). Dringliche Gesetze können durch die absolute Mehrheit der Abgeordneten beschlossen werden und treten sofort in Kraft, jedoch verlieren sie nach einem Jahr automatisch ihre Rechtswirkung (Art. 71 LGC).
Der Grosse Rat ist das oberste Gremium zur Kontrolle über den Staatsrat (Kantonsregierung) und die kantonale Justiz. Die Verwaltungs- und Finanzkommission kontrolliert zudem die Verwaltung (Art. 75 ff. LGC).

## Parteien – Wahlergebnisse seit 1875
In der Regenerationszeit stürzten die Radikalliberalen 1839 die konservative Regierung gewaltsam und wehrten 1841 einen Gegenschlag ab. 1855 schaltete die liberale Regierung im Pronunciamento die fusionistische Opposition aus den Konservativen (Partito liberal-conservatore) und der demokratischen Bewegung aus. Der Bund setzte jedoch 1863 die Forderung der Demokraten nach dem allgemeinen Männerwahlrecht durch. 1875 errangen die Konservativen schliesslich die Mehrheit im Grossen Rat und festigten 1880 ihre Macht durch eine Wahlrechtsreform mit günstig zugeschnittenen Wahlkreisen. Unruhen führten 1890 zum Tessiner Putsch durch die Radikalliberalen (Partito liberale radicale, PLR), was nach 1855, 1870, 1876 und 1889 zum fünften Mal eine Bundesintervention zur Folge hatte. Das daraufhin vom Bund verfügte Proporzwahlsystem führte letztlich zur Abnahme der politischen Gewalt. Die Liberal-Konservative Partei, die 1912 Teil der Schweizerischen Konservativen Volkspartei wurde, benannte sich 1913 in Partito conservatore democratico ticinese (PCDT) und 1970 in Partito popolare democratico (PPD) um.
Die Sozialdemokratische Partei (Partito socialista ticinese, PST) wurde 1900 gegründet und stand anfänglich den Radikalliberalen nahe, bildete in den 1920er Jahren jedoch eine informelle Allianz (pateracchio) mit dem PCDT und der Bauernpartei. 1947–1967 wiederum bildete sie ein Bündnis (intesa di sinistra) mit dem PLR. Zwischen 1969 und 1992 spaltete sich der linke Flügel der Sozialdemokratie zum Partito socialista autonomo ab.
Die 1920 gegründete Bauernpartei (Partito agrario ticinese, PAT) wurde 1936 Teil der Bauern-, Gewerbe- und Bürgerpartei und benannte sich 1971 in Unione democratica del centro (UDC) um. Im Schatten der 1991 gegründeten rechtspopulistischen Lega dei Ticinesi konnte sie jedoch nicht an den Erfolg auf nationaler Ebene ab den 1990er Jahren anknüpfen.
Nachfolgend sind die Sitzverteilungen der Parteien jeweils nach den Grossratswahlen von 1875 bis 2023 dargestellt.

## Mitglieder

### Wahlrecht
Schweizer Bürger ab 18 Jahren sind prinzipiell wählbar. Abgeordnete können auch gewählt werden, wenn sie ihren Wohnsitz nicht im Kanton Tessin haben, müssen ihn aber innert drei Monaten nach der Wahl dorthin verlegen. Das Grossratsmandat ist nicht mit einem Amt im Staatsrat, in der Justiz oder in der kantonalen Verwaltung vereinbar.
Das aktive Wahlrecht haben volljährige Schweizer, die seit mindestens fünf Tagen im Kanton Tessin wohnhaft sind, und Auslandschweizer, deren Wahlgemeinde im Kanton Tessin ist. Menschen mit dauerhafter Einschränkung des Urteilsvermögens oder unter Beistandschaft sind vom Wahlrecht ausgeschlossen.

### Wahlverfahren und Sitzzuteilung
Der Grosse Rat wird nach Proporz gewählt. Die 90 Sitze werden dabei nach dem Hare/Niemeyer-Verfahren verteilt. Die Sperrklausel ist auf 1⁄90 der Stimmen (~ 1,11 %) angesetzt, das erste Mandat muss also ein Vollmandat sein. Da das Vollmandat von vornherein als 1⁄90 der Gesamtstimmen festgelegt und nicht wie üblicherweise auf die Stimmen bezogen ist, die nicht unter die Sperrklausel fallen, entstehen mehr Restmandate, als im Hare/Niemeyer-Verfahren vorgesehen wären. Die Folge ist, dass kleinere Parteien bevorzugt werden und mit einem sehr geringen Restsitzanspruch ein zusätzliches Mandat erzielen können. So erhielt die Kommunistische Partei 2019 einen zweiten Sitz, obwohl sie mit 1,23 % der Stimmen nur knapp die Sperrklausel überwand. Prinzipiell könnten sogar mehr Restmandate anfallen, als es dafür in Frage kommende Listen gibt. Das Wahlgesetz sieht für diesen Fall vor, dass die übrigen Sitze den Listen mit den meisten Stimmen zugeteilt werden.
Der ganze Kanton bildet einen Wahlkreis, eine einzelne Liste kann also bis zu 90 Namen umfassen. Die Parteien können jedoch auch freiwillig für zehn Wahlbezirke separate Listen einreichen, um eine bessere regionale Repräsentation zu erzielen. Die gewonnenen Sitze werden dann nach dem Stimmenverhältnis der regionalen Listen aufgeteilt.
Für die Sitzverteilung auf die Parteien sind nur die Listenstimmen relevant. Die Kandidatenstimmen bestimmen die gewählten Kandidaten innerhalb der jeweiligen Listen.
Jeder Stimmbürger hat doppelt so viele Stimmen, wie es Mandate zu vergeben hat, also 180. Dabei zählt jede Stimme erstens für eine Liste und zweitens für einen Kandidaten.
Es gibt grundsätzlich zwei Wahlmöglichkeiten. Im ersten Fall wählt man eine Liste. Dadurch fallen automatisch der Liste 90 Listenstimmen und jedem der aufgeführten Kandidaten eine Kandidatenstimme zu. Es können keine Kandidaten gestrichen werden. Zusätzlich können maximal 90 Vorzugsstimmen (voti preferenziali) vergeben werden an Kandidaten beliebiger Listen (maximal eine Vorzugsstimme pro Kandidat, insgesamt maximal zwei Stimmen pro Kandidat). Dabei wird pro Vorzugsstimme jeweils eine Kandidatenstimme an den Kandidaten und eine Listenstimme an die Liste des Kandidaten vergeben. Es besteht dadurch die Möglichkeit des Panaschierens. Sollten nicht alle Vorzugsstimmen genutzt werden, fallen die übrigen Stimmen der gewählten Liste, jedoch keinem bestimmten Kandidaten zu.
Im zweiten Fall wählt man die leere Liste (lista senza intestazione). In diesem Fall hat man nur die 90 Vorzugsstimmen zur Verfügung, die aber eine doppelte Wertigkeit haben, d. h. jede Stimme weist dem jeweiligen Kandidaten zwei Kandidatenstimmen und somit seiner Liste zwei Listenstimmen zu. Sollte der Wähler nicht alle Vorzugsstimmen nutzen, verfallen die restlichen Stimmen.
Listenverbindungen sind nicht vorgesehen.